# Charles Elwes
Charles Richard Jeremy Elwes (født 15. juli 1997 i Johannesburg, Sydafrika) er en sydafrikansk født britisk roer.
Elwes vandt en bronzemedalje i disciplinen otter ved OL 2020 i Tokyo. Josh Bugajski, Jacob Dawson, Moe Sbihi, Thomas George, Oliver Wynne-Griffith, James Rudkin, Thomas Ford og styrmand Henry Fieldman udgjorde resten af mandskabet i den britiske båd. Briterne blev i finalen besejret med godt et sekund af guldmedaljevinderne fra New Zealand og med få hundrededele af Tyskland, som tog sølvet.
Elwes har desuden vundet en EM-guldmedalje i otter ved EM 2021 i Italien.

## OL-medaljer
- 2020:  Bronze i otter